# Президентські вибори в Грузії 2004

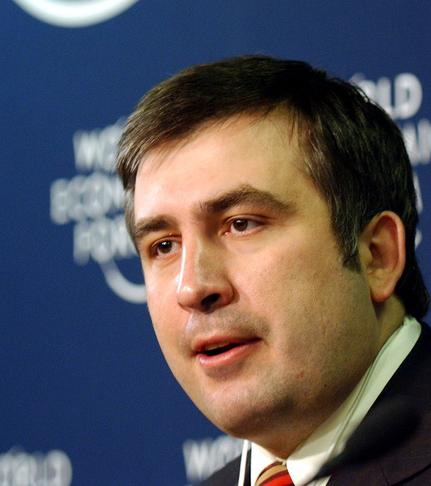
Михайло Саакашвілі, обраний президент Грузії, відповідає на запитання на прес-конференції на щорічній зустрічі 2004 року Всесвітнього економічного форуму в Давосі, Швейцарія, 21 січня 2004 року

Президентські вибори в Грузії, які відбудулися 4 січня 2004 року.
Вибори відбулися після відставки колишнього президента Едуарда Шеварднадзе. За даними екзит-полів у день голосування, на виборах очікувано переміг один із головних лідерів опозиції Михайло Саакашвілі (Єдиний національний рух). За попередніми результатами, оприлюдненими 6 січня ЦВК, Саакашвілі набрав понад 97 % голосів виборців.
Кожен з інших кандидатів отримав менше 2 %. Це колишній уповноважений президента в регіоні Імеретія Темур Шашіашвілі, лідер партії «Юристи Грузії» Картлос Гарібашвілі, один із лідерів політичної організації «Мдзлевелі» Зураб Келехсашвілі, президент Коаліції неурядових організацій інвалідів Заза Сіхарулідзе, і лідер Партії Давида Агмашенебелі Роін Ліпартеліані.
25 січня в Тбілісі відбулася інавгурація Саакашвілі на посаду президента.

## Результати
5 січня Саакашвілі оголосив про перемогу, хоча офіційних даних на той момент не було оприлюднено. Він подякував своїм прихильникам і виборцям, які зібралися в філармонії в Тбілісі. «Вся Грузія перемогла», — сказав він.
«Першочерговими завданнями, які потрібно реалізувати з перших днів мого президентства, є запровадження посади прем'єр-міністра, призначення дати парламентських виборів і реалізація антикорупційних заходів у країні», — сказав Саакашвілі.
| Кандидат            | Число голосів | %     |
| ------------------- | ------------- | ----- |
| Михайло Саакашвілі  | 1,890,739     | 96.24 |
| Теймураз Шашіашвілі | 36,716        | 1.87  |
| Ройн Ліпартеліані   | 5,158         | 0.25  |
| Заза Сіхарулідзе    | 4,782         | 0.24  |
| Картлос Гарібашвілі | 4,222         | 0.21  |
| Зураб Келехсашвілі  | 1,908         | 0.1   |
| Усього              | 1,963,556     | 100.0 |